# Psykologiska kontraktet
Det psykologiska kontraktet kallas ett begrepp inom arbetspsykologin som representerar delade synsätt, uppfattningar, förväntningar och informella skyldigheter mellan arbetsgivare och arbetstagare. Det skiljer sig från ett formellt skrivet anställningskontrakt som för det mesta bara beskriver delade åtaganden och ansvarsområden på väldigt generella nivåer. 